# Stübchen (Solingen)
Stübchen ist eine Ortslage in der bergischen Großstadt Solingen. 

## Lage und Beschreibung
Der Ort befindet sich im Norden des Stadtbezirks Burg/Höhscheid und gehört zum dortigen Stadtteil Höhscheid. Er befindet sich entlang der Katternberger Straße, die als Kreisstraße 3 ausgewiesen ist, und dort im Bereich der Straßenkreuzung Josef-/Marienstraße. Die Katternberger Straße verläuft als Höhenrückenstraße über den Katternberger Riedel, der sich zwischen dem Nacker und dem Pilghauser Bachtal erhebt, von Stübchen aus fällt das Gelände somit nach Norden und Süden steil ab. Eine ehemalige Tongrube an der Adolfstraße ist als Naturdenkmal im Solinger Landschaftsplan erfasst.
Eine im Ort befindliche Grundschule trägt ebenso den Namen Stübchen wie eine nach Nordwesten abzweigende Stichstraße. Ein zu dem Ort gehörendes Schieferhaus steht heute unter Denkmalschutz. Der Ort ist ansonsten nahezu vollständig in der geschlossenen Bebauung der Katternberger Straße aufgegangen.  
Benachbarte Orte sind bzw. waren (von Nord nach West): Ernenkotten, Kotterheidberg, Kirschbaumer Hof, Obenpilghausen, Obenweeg, Weegerberg, Mittelpilghausen, Hossenhaus, Kottermühle und Kotten. 

## Etymologie
Der Ortsname könnte eine Verkleinerungsform von dem Wort (Baum-)Stumpf (in der Solinger Mundart Stubben genannt) sein. Brangs verweist auf den Ortsnamen Eckstumpf; gleichen Ursprungs ist auch der Ortsname Stübben.

## Geschichte
Stübchen ist seit dem 19. Jahrhundert auf Kartenwerken erfasst, erscheint jedoch aufgrund seiner geringen Größe zunächst nur in einzelnen Gemeindekarten. Der Ort gehörte zur Bürgermeisterei bzw. Stadt Höhscheid und lag dort in der Flur II. Pilghausen. In der Preußischen Neuaufnahme von 1892 tritt er als Stübchen in Erscheinung. In der Hofacker-Karte von 1898 ist der Ort ebenso als Stübchen benannt.
Aufgrund der verkehrsgünstigen Lage auf dem Höhenrücken wurde Stübchen am Ende des 19. Jahrhunderts ein wichtiger Schulstandort innerhalb der Stadt Höhscheid. 1889 wurde eine katholische Schule im Ort errichtet, 1899 folgte eine evangelische Schule. Die Schulen wurden später entkonfessionalisiert, als Volksschule zusammengelegt und nach der Schulreform von 1968 in die bis heute bestehende Grundschule Stübchen umgewandelt.
Mit der Städtevereinigung zu Groß-Solingen im Jahre 1929 wurde Stübchen ein Ortsteil Solingens. Als Baudenkmal in die Solinger Denkmalliste aufgenommen wurde neben den beiden Schulgebäuden, die später wieder entfernt wurden, im Jahr 1988 das Schieferhaus Katternberger Straße 218, das oben abgebildet ist.

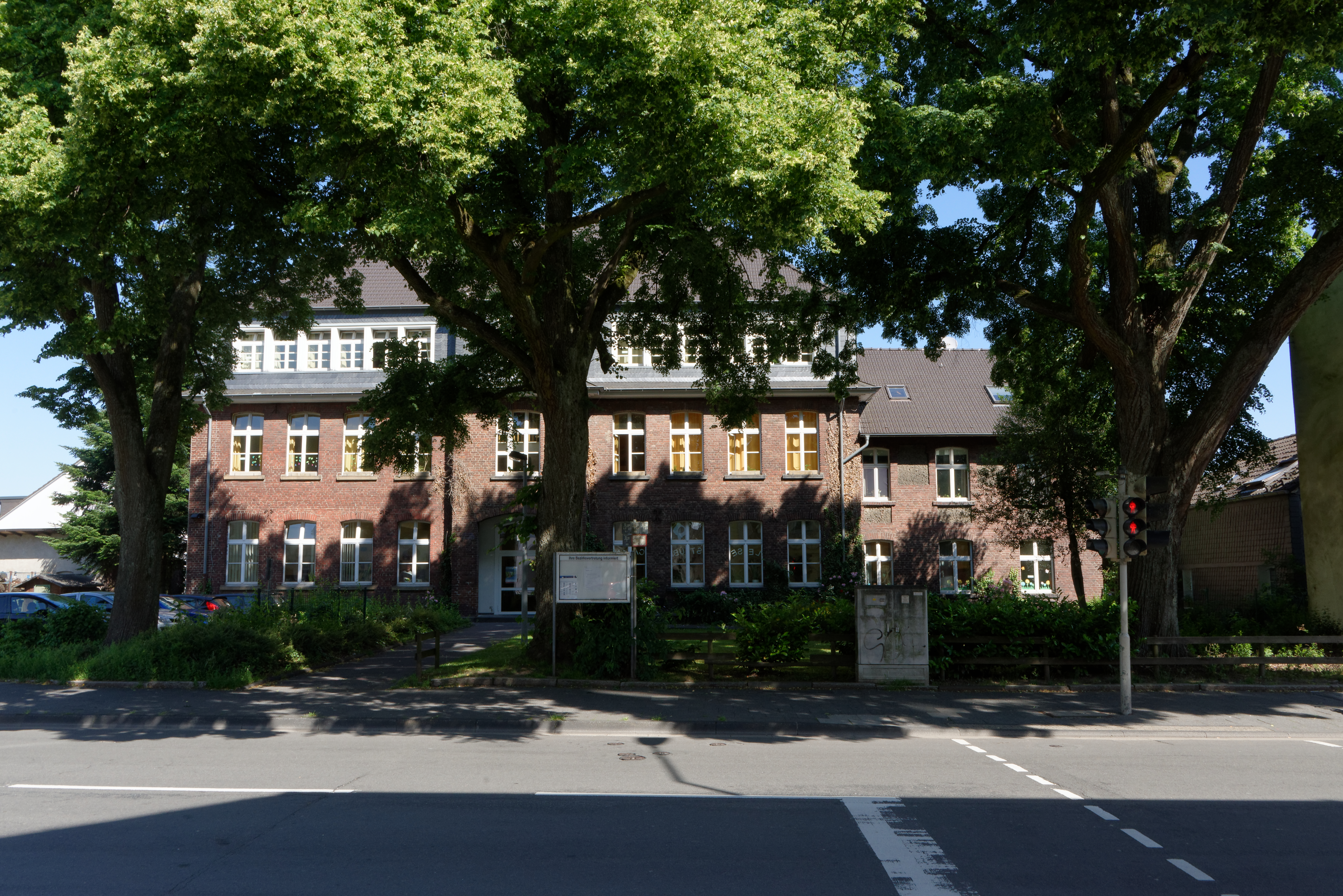
Grundschule Stübchen, die ehemalige evangelische Schule von 1899
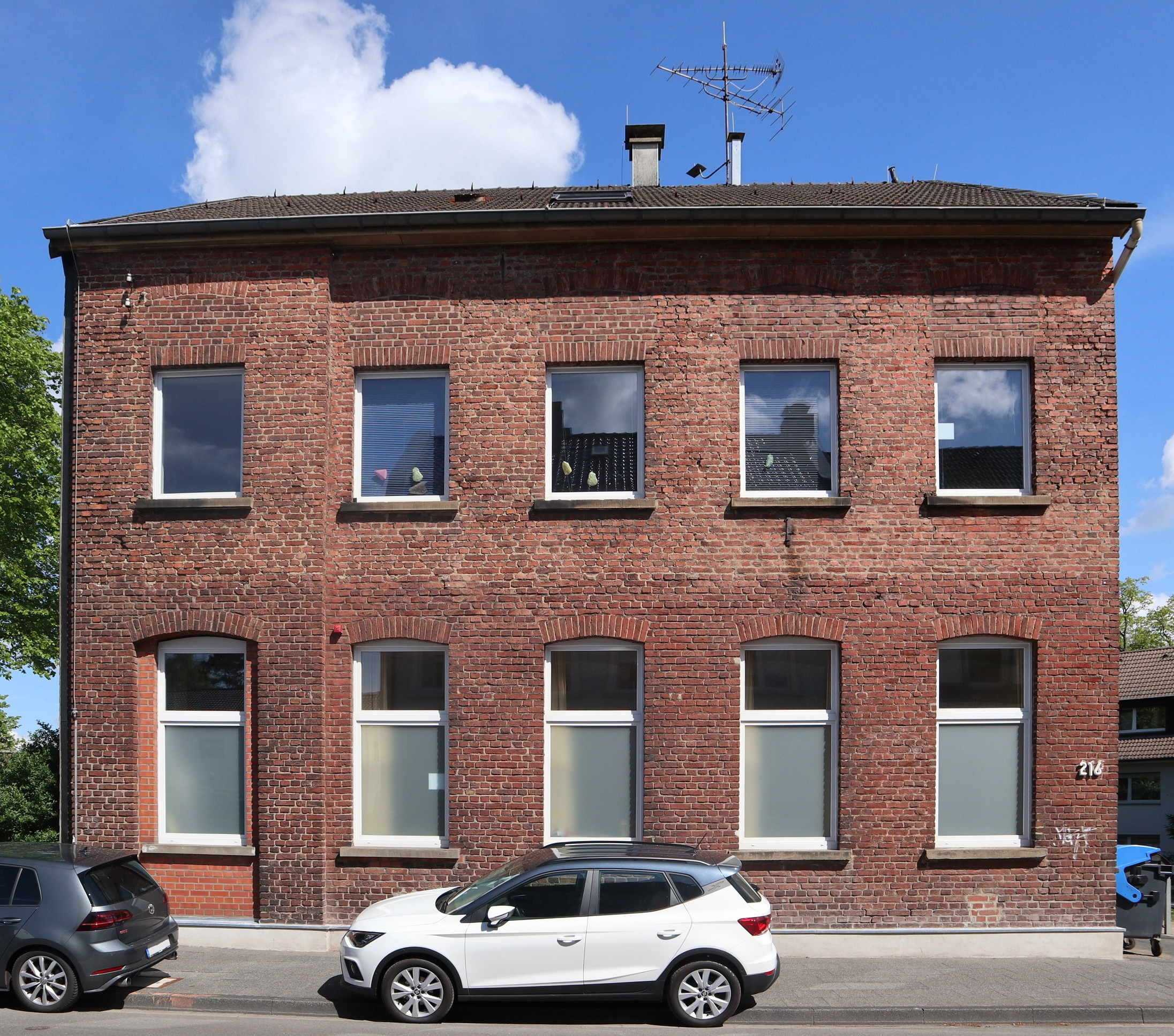
Heutiges Nebengebäude, die ehemalige katholische Schule von 1889

## Nahverkehr
Am Stübchen verkehrt die Dieselbuslinie 696 der Stadtwerke Solingen, die Katternberg mit der Solinger Innenstadt verbindet.
| Linie | Linienverlauf                                                                   |
| ----- | ------------------------------------------------------------------------------- |
| 696   | Graf-Wilhelm-Platz – Stübchen – Hossenhaus – Obenkatternberg – Untenkatternberg |